# 九江站
九江站位于中华人民共和国江西省九江市濂溪区长虹大道60号，为客运一等站，途经线路有京九铁路、衢九铁路和昌九城际铁路，并连接枢纽的京港客运专线、武九客运专线、武九铁路、合九铁路、铜九铁路。该站是京九铁路进入江西省境内后的第一站，于1996年随京九铁路工程一同启用，目前由中国铁路南昌局集团九江车务段管辖。

## 历史

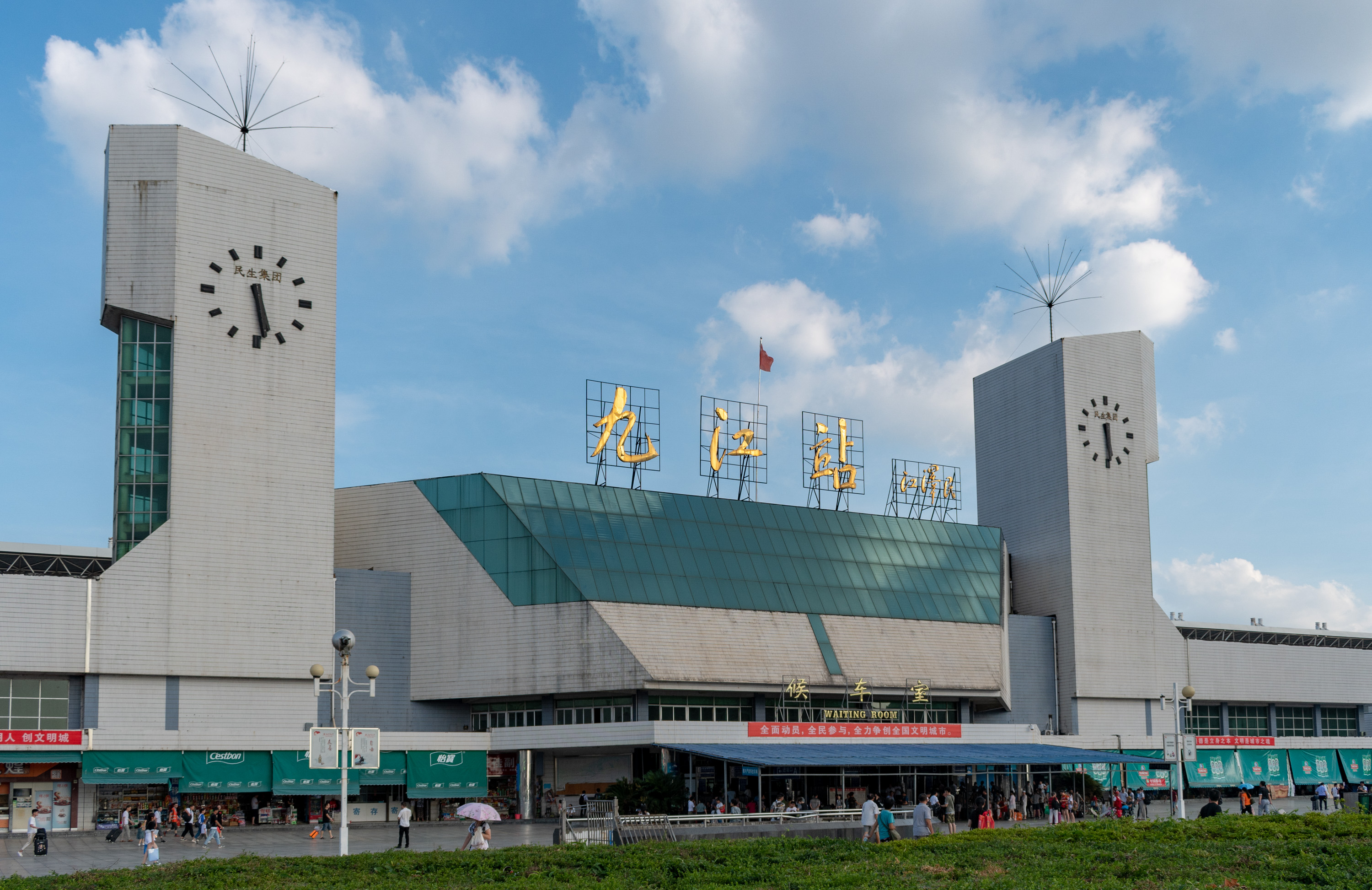
改造前的九江站站房

在京九铁路开通前，九江地区主要的客运站为位于庐山区（现濂溪区）环城路的九江车站（现九江北站）。京九铁路九江枢纽规划建设九江新客站，于1995年11月16日奠基，1996年3月正式动工。1996年9月1日京九铁路开通运营，尚在建设之中的九江站利用建成的部分投入使用，并于11月1日开办客运业务。1996年11月25日九江站建成竣工，原九江站更名为九江西站（现名九江北站）。1997年1月15日车站举行竣工仪式，并于当年春运前夕全面投入使用:169。
昌九城际铁路建设期间，铁路部门对九江站站场进行站台加高和无站台柱雨棚建设，2010年4月完成。同年9月20日昌九城际铁路开通。2018年9月20日九江火车站北广场和外广场的改造工程启动，2019年1月21日竣工并投入使用。
2022年1月20日起车站站房为迎接江西省第十六届运动会的举办开始改造。该项目对车站站房入口空间进行改扩建，进站口会前移7.2米；整合一、二层候车大厅，整个站房进行室内统一装修，安装中央空调；新增4000多平米的候车室，使得站房总建筑面积达到20199.54平方米；同时对九江站的正立面进行全面改造升级，于2022年9月29日建成投用。

## 车站结构

### 站房
九江站站房于1996年3月破土动工，1997年1月15日投入使用，建筑面积16280平方米，2022年改造后面积20199.54平方米。外立面设计以庐山的“山门”为设计意向，通过设立东西两座钟楼以融合汉字“九”的形象和镜像形象，同时以寓意“水”的玻璃幕墙覆盖钟楼间站房的天花板。站房一楼西侧设有面积650平方米的售票处，内置21各售票窗口；西侧为行包房及出站地道。售票处及行包房后侧为车站办公区。进站口位于站房中部一层，内设面积1187平方米、挑高15米的进站厅；进站厅南北为两个面积为1750平方米候车大厅，可同时容纳4,000余名旅客候车:169；另外设有CRH动车组候车室和VIP候车室。2022年改造后候车室面积增加至9409.47平方米。二楼设有面积1300平方米第三候车室，该候车室与站台地面齐平，通过栈桥与1站台连接。
九江站站名题字为时任中共中央总书记江泽民于1995年3月到九江市视察所题写。九江站除将站名本身放大置于车站上方外，亦将题字人签名放大置于车站上方。
- 车站售票处
- 2楼候车室
- 出站地道
- 出站口

### 站场
九江站建站初期设有4座站台，均为550米长、12米宽，其中1号站台与站房侧连接。铜九铁路建设后车站新增一座站台，依据到发线细分为9个站台，昌九城际铁路和衢九铁路上行线间通过一条上跨京九铁路的联络线连接。站台上方为无廊柱式雨棚。
| 侧式站台 |                                                       |
| 1站台    | 京九铁路、铜九铁路 往北京西方向（小池口站、琵琶湖站） |
| 2站台    | 京九铁路、铜九铁路 往北京西方向（小池口站、琵琶湖站） |
| 岛式站台 |                                                       |
| 3站台    | 京九铁路、铜九铁路 往北京西方向（小池口站、琵琶湖站） |
| 通过线   | 京九铁路上行列车通过线                                |
| 通过线   | 京九铁路下行列车通过线                                |
| 4站台    | 京九铁路 往常平方向（九江南站）                       |
| 岛式站台 |                                                       |
| 5站台    | 京九铁路 往常平方向（九江南站）                       |
| 6站台    | 京九铁路、昌九城际列车                                |
| 岛式站台 |                                                       |
| 7站台    | 京九铁路、昌九城际列车                                |
| 8站台    | 京九铁路、昌九城际列车                                |
| 岛式站台 |                                                       |
| 9站台    | 京九铁路、昌九城际列车                                |

## 旅客列车目的地

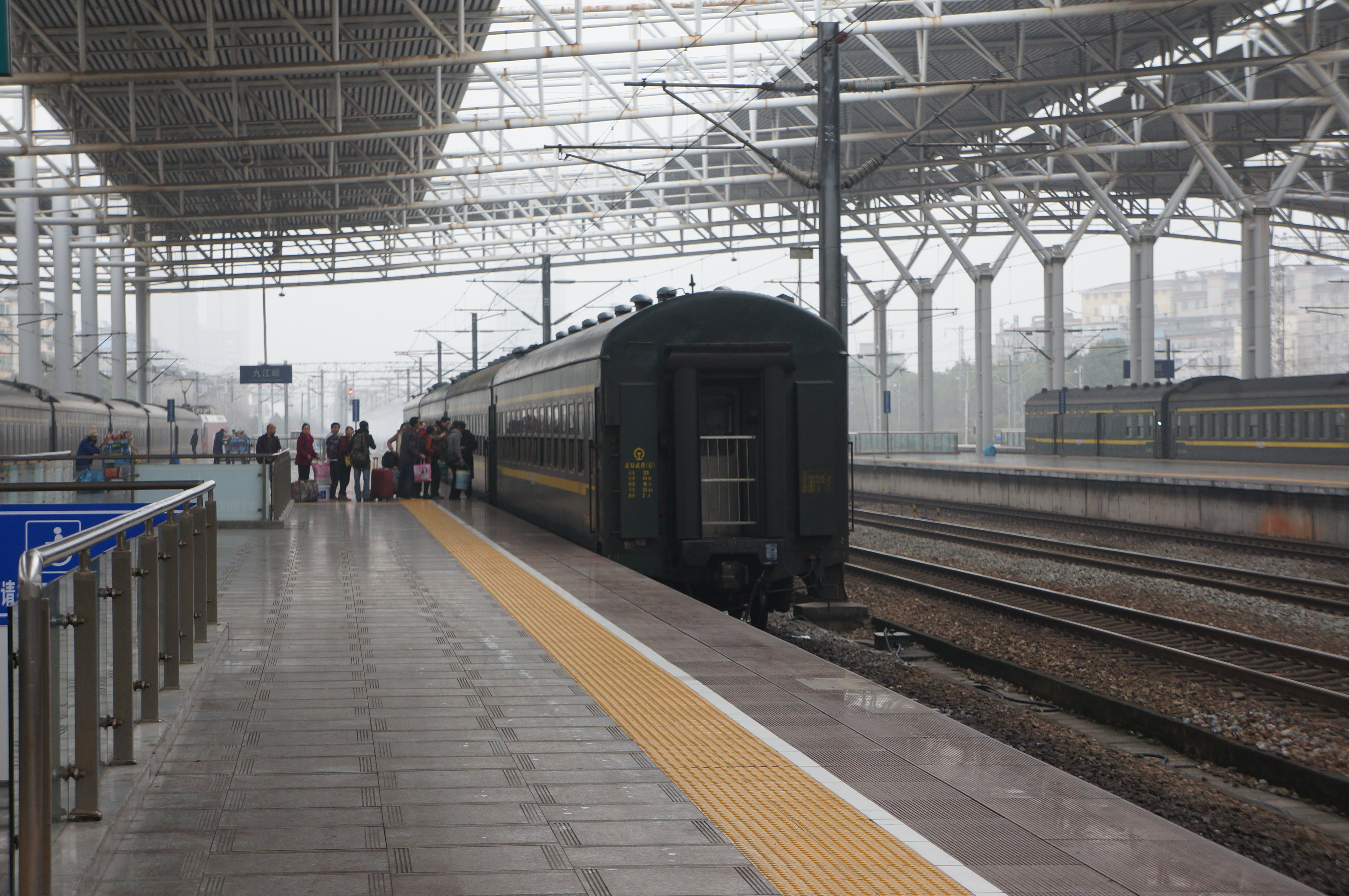
6025次列车车底在车站站台

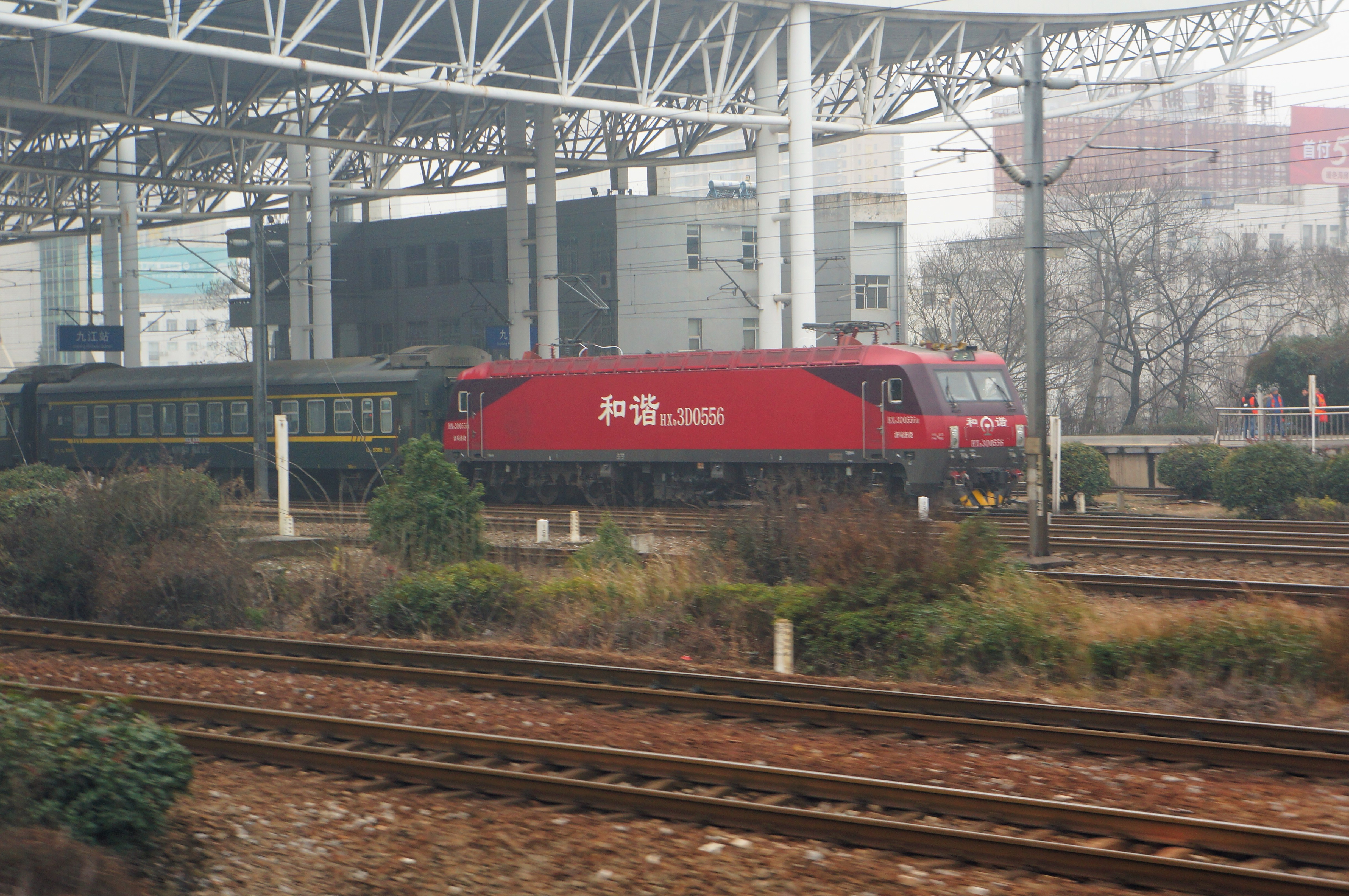
K876次列车正在離開九江站

### 始发列车
1996年京九铁路暨九江新客站通车时在车站附近设有存车线，并驻有南昌车辆段九江客列检所和南昌客运段九江综合车间，因此车站可始发数对旅客列车:260,346。2016年路局对客整所进行扩建工程。
2010年昌九城际铁路通车后，九江站开始开行动车组列车。2017年九江市政府在和南昌铁路局协商后，以财政补贴的方式将原南昌始发的两对G字头列车延长至本站，使得车站有直通长三角和珠三角的高速動車組。
| 列车所属路局 | 车次                                             | 目的地                                           |
| ------------ | ------------------------------------------------ | ------------------------------------------------ |
| 南昌局集團   |                                                  |                                                  |
| K1019        | 深圳東                                           |                                                  |
| K1187、K1372 | 上海松江                                         |                                                  |
| K1235        | 昆明                                             |                                                  |
| K1523        | 南寧                                             |                                                  |
| K1669        | 溫州                                             |                                                  |
| K8725        | 定南                                             |                                                  |
| 武漢局集團   | 6026                                             | 麻城                                             |
| 廣州局集團   | K87                                              | 廣州                                             |
| 太原局集團   | K901                                             | 太原                                             |
| 動車組列車   |                                                  |                                                  |
| 列车担当路局 | 目的地                                           | 目的地                                           |
| 南昌局集團   | 深圳北、无锡东、赣州西、南昌西、南昌、福州、厦门 | 深圳北、无锡东、赣州西、南昌西、南昌、福州、厦门 |
| 上海局集團   | 杭州东、上海南                                   | 杭州东、上海南                                   |
| 广州局集团   | 长沙南                                           | 长沙南                                           |

### 過路列車目的地
| 列车所属路局           | 目的地 |
| ---------------------- | --- |
| 中国铁路北京局集团     | 北京豐臺、贛州、深圳东、天津 |
| 中国铁路成都局集团     | 成都西、寧波 |
| 广州铁路集团           | 南京、广州、青岛北、深圳、苏州 |
| 中国铁路哈尔滨局集团   | 深圳東、哈尔滨西、廣州東、齐齐哈尔                                                                                                 |
| 中国铁路呼和浩特局集团 | 包頭、深圳东 |
| 中国铁路济南局集团     | 济南、深圳东、煙台、貴陽、南寧 |
| 中国铁路昆明局集团     | 昆明、連雲港東 |
| 中国铁路兰州局集团     | 兰州、深圳東 |
| 中国铁路南昌局集团     | 北京豐臺、贛州、福州、廈門北、井岡山、連雲港東、南昌、寧波、萍鄉、崑山、蘇州、景德鎮北、贛州西、深圳北、武漢、杭州西、南昌西、婺源 |
| 中国铁路南宁局集团     | 南寧、上海、南京、湛江 |
| 青藏铁路公司           | 西宁 |
| 中国铁路上海局集团     | 广州东、合肥、昆明、成都東、杭州、襄陽、上海南、深圳东、南通、南寧、徐州                                                           |
| 中国铁路沈阳局集团     | 深圳東、沈阳北、長春、廈門北、海口、南寧                                                                                           |
| 中国铁路太原局集团     | 大同、广州东 |
| 中国铁路武汉局集团     | 深圳东、信陽、上海松江、武漢、福州南、杭州西、宜昌東                                                                               |
| 中国铁路西安局集团     | 深圳東、西安、廈門北、西安北、杭州西、蒼南                                                                                         |
| 中国铁路郑州局集团     | 洛陽、福州、厦门北、郑州、溫州南、鄭州東                                                                                           |